# Haltérophilie aux Jeux olympiques d'été de 2016 - Plus de 105 kg hommes
Navigation
Londres 2012 Tokyo 2020
L'épreuve des plus de 105 kg en haltérophilie des Jeux olympiques d'été de 2016 a lieu le 16 août 2016 au Riocentro de Rio de Janeiro.

## Programme
Heure de Rio (UTC−03:00)
| Date         | Horaire | Épreuve  |
| ------------ | ------- | -------- |
| 16 août 2016 | 15 h 30 | Groupe B |
| 16 août 2016 | 19 h 00 | Groupe A |

## Médaillés

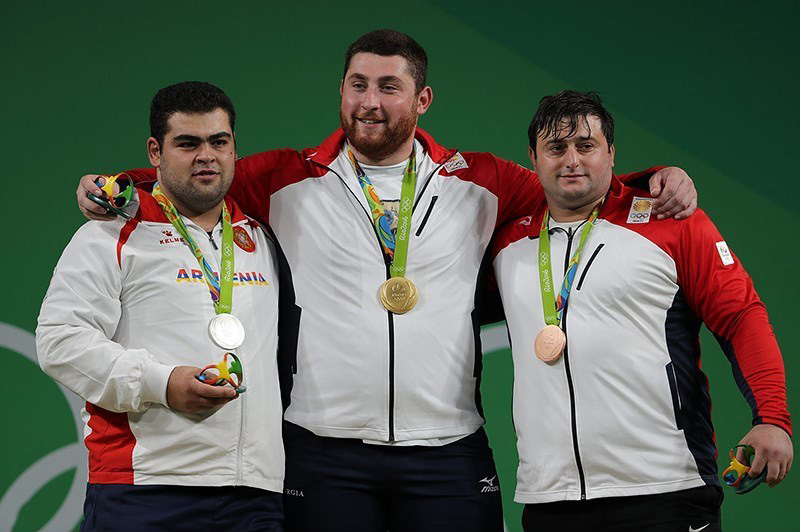
Le podium de l’épreuve : de gauche à droite : Minasyan, Talakhadze et Turmanidze.

| Or               | Argent       | Bronze            |
| Lasha Talakhadze | Gor Minasyan | Irakli Turmanidze |

## Records
Avant la compétition, les records du monde et olympiques sont les suivants.
| Record du monde  | Arraché     | Behdad Salimi (IRN)     | 216 kg | Paris, France     | 13 novembre 2011  |
| Record du monde  | Épaulé-jeté | Hossein Rezazadeh (IRN) | 263 kg | Athènes, Grèce    | 25 août 2004      |
| Record du monde  | Total       | Hossein Rezazadeh (IRN) | 472 kg | Sydney, Australie | 26 septembre 2000 |
| Record olympique | Arraché     | Hossein Rezazadeh (IRI) | 212 kg | Sydney, Australie | 26 septembre 2000 |
| Record olympique | Épaulé-jeté | Hossein Rezazadeh (IRI) | 263 kg | Athènes, Grèce    | 25 août 2004      |
| Record olympique | Total       | Hossein Rezazadeh (IRI) | 472 kg | Sydney, Australie | 26 septembre 2000 |

## Résultats
| Rang                                | Athlète                      | Groupe | Poids de l’athlète | Arraché (kg) | Arraché (kg) | Arraché (kg) | Arraché (kg) | Épaulé-jeté (kg) | Épaulé-jeté (kg) | Épaulé-jeté (kg) | Épaulé-jeté (kg) | Total      |
| Rang                                | Athlète                      | Groupe | Poids de l’athlète | 1            | 2            | 3            | Résultat     | 1                | 2                | 3                | Résultat         | Total      |
| ----------------------------------- | ---------------------------- | ------ | ------------------ | ------------ | ------------ | ------------ | ------------ | ---------------- | ---------------- | ---------------- | ---------------- | ---------- |
| Médaille d'or, Jeux olympiques      | Lasha Talakhadze (GEO)       | A      | 157.34             | 205          | 210          | 215          | 215          | 242              | 247              | 258              | 258              | 473 OR, WR |
| Médaille d'argent, Jeux olympiques  | Gor Minasyan (ARM)           | A      | 143.67             | 200          | 207          | 210          | 210          | 236              | 241              | 241              | 241              | 451        |
| Médaille de bronze, Jeux olympiques | Irakli Turmanidze (GEO)      | A      | 135.58             | 197          | 203          | 207          | 207          | 228              | 235              | 241              | 241              | 448        |
| 4                                   | Ruben Aleksanyan (ARM)       | A      | 151.64             | 186          | 193          | 195          | 195          | 245              | 254              | 254              | 245              | 440        |
| 5                                   | Fernando Reis (BRA)          | A      | 154.58             | 190          | 195          | 195          | 195          | 240              | 245              | 247              | 240              | 435 AMR    |
| 6                                   | Rustam Djangabaev (UZB)      | B      | 145.88             | 185          | 190          | 195          | 195          | 230              | 237              | 237              | 237              | 432        |
| 7                                   | Mart Seim (EST)              | A      | 149.10             | 187          | 187          | 191          | 187          | 243              | 250              | 255              | 243              | 430        |
| 8                                   | Jiří Orság (CZE)             | A      | 127.27             | 185          | 190          | 191          | 185          | 230              | 240              | 243              | 240              | 425        |
| 9                                   | Almir Velagić (GER)          | A      | 149.17             | 188          | 192          | 192          | 188          | 232              | 240              | 242              | 232              | 420        |
| 10                                  | Péter Nagy (HUN)             | B      | 158.86             | 182          | 188          | 193          | 193          | 218              | 227              | 234              | 227              | 420        |
| 11                                  | Sardorbek Dustmurotov (UZB)  | B      | 109.79             | 170          | 175          | 179          | 179          | 225              | 232              | 240              | 232              | 411        |
| 12                                  | Aliksei Mzhachyk (BLR)       | B      | 135.60             | 180          | 187          | 187          | 187          | 215              | 220              | 224              | 224              | 411        |
| 13                                  | Walid Bidani (ALG)           | B      | 123.46             | 180          | 185          | 190          | 190          | 210              | 211              | 220              | 220              | 410        |
| 14                                  | Fernando Salas (ECU)         | B      | 162.50             | 171          | 181          | 184          | 184          | 211              | 221              | —                | 221              | 405        |
| 15                                  | Man Asaad (SYR)              | B      | 143.42             | 180          | 187          | 187          | 180          | 220              | 233              | 233              | 220              | 400        |
| 16                                  | Alexej Prochorow (GER)       | B      | 138.31             | 180          | 185          | 185          | 180          | 207              | 215              | 220              | 215              | 395        |
| 17                                  | Igor Olshanetskyi (ISR)      | B      | 129.54             | 160          | 165          | 170          | 165          | 200              | 206              | 207              | 207              | 372        |
| 18                                  | Ondrej Kružel (SVK)          | B      | 118.64             | 160          | 165          | 170          | 165          | 200              | 200              | 206              | 206              | 371        |
| 19                                  | Ihor Shymechko (UKR)         | B      | 129.75             | 170          | 175          | 175          | 170          | 190              | 195              | 200              | 195              | 365        |
| —                                   | Behdad Salimi (IRI)          | A      | 169.79             | 206          | 211          | 216          | 216 WR       | 245              | 245              | 245              | —                | —          |
| —                                   | Chen Shih-chieh (TPE)        | B      | 151.66             | 185          | 193          | 193          | 185          | 235              | 235              | 235              | —                | —          |
| —                                   | Ahmed Mohamed (EGY)          | A      | 143.88             | 185          | 190          | 192          | 190          | —                | —                | —                | —                | —          |
| —                                   | Hojamuhammet Toychiyev (TKM) | A      | 144.71             | 193          | 193          | 193          | —            | —                | —                | —                | —                | —          |

## Nouveaux records
| Arraché | 215 kg | Lasha Talakhadze (GEO) | Record olympique, record du monde |
| Arraché | 216 kg | Behdad Salimi (IRI)    | Record olympique, record du monde |
| Total   | 473 kg | Lasha Talakhadze (GEO) | Record olympique, record du monde |
| Total   | 435 kg | Fernando Reis (BRA)    | Record panaméricain               |